# Pierfrancesco Prosperi
Pierfrancesco Prosperi (als Autor auch Piero Prosperi; geboren am 21. Juli 1945 in Arezzo, Toskana) ist ein italienischer Science-Fiction- und Comicautor.

## Leben
Prosperi begann schon mit 12 Jahren zu schreiben. Seine erste Erzählung Lo stratega wurde 1960 in der SF-Zeitschrift Oltre il Cielo veröffentlicht, als er etwa 15 war. 1971 erschien sein Debütroman Autocrisi, eine Satire um den Kampf zweier irdischer Autohersteller um eine Exportlizenz für ihre Fahrzeuge zum Planeten Dakopia, dessen Bewohnern der Rausch der Geschwindigkeit bislang fremd ist.
Neben seiner Science-Fiction schreibt Prosperi 1977 Comicskripte, unter anderem ein Dutzend Geschichten für die Detektiv-Comicserie Martin Mystère, sowie für Topolino, die italienische Ausgabe der Disney-Comics.

## Auszeichnungen
- 1972: Premio Italia für den Roman Autocrisi
- 1994: Premio Italia für den Roman Garibaldi a Gettysburg

## Bibliografie
Romane
- Autocrisi. Le cronache americane (1971)
- Seppelliamo Re John (1973)
- Il tunnel (1992)
- Garibaldi a Gettysburg (1993)
- Autocrisi 2020. Le cronache europee (1997)
- Supplemento d’indagine (1999)
- La Moschea di San Marco (2007)
- Incubo privato. Una storia dell’anno 2010 (2008)

Kurzgeschichten
- Lo stratega (1960)
- Frenocinesi (1961)
- Futuro Uno (1961, auch als Il futuro)
- Prometeus II (1961)
- Morte sulla Terra (1961)
- Il pianeta degli gnomi (1961)
- Requiem per l’umanità (1961)
- Gli inarrestabili (1961)
- Natale su Rahat (1961)
- U.F.O. (1962)
- Mutamento (1962)
- Il pianeta senza lune (1962)
- Verso l’eternità (1962)
- Esperto in glottologia (1962)
- Pericolo da Deneb (1962)
- Vita nello spazio (1962)
- Barriera (1962)
- Il pianeta del silenzio (1962)
- Incubo a otto cilindri (1963)
- Giornata di pioggia (1963)
- Note della coesistenza pacifica (1963, auch als Coesistenza pacifica)
- Quinto comandamento (1963)
- Troppo perfetto (1963)
- L’ultimo desiderio (1963)
- Il pianeta delle croci (1963)
- Il capitano Disraeli (1963)
- Prototipo d’incubo (1963)
- Allunaggio (1964)
- L’universo secondo Eberhart (1964)
- I missionari dello spazio (1964, auch als I missionari)
- Una Cadillac per Natale (1964)
- “Super-Spade” (1964)
- Preludio all’incubo di domattina (1964)
- La stirpe degli eccelsi (1964)
- Settimo di Dalahor (1964)
- Cronosfera 017 (1964)
- Quando i lillà… (1964)
- Philo (1965)
- Documento in merito ad una rivoluzione (1965)
- Non far idolo (1965)
- Marte 1983 (1965)
- Petrus Romanus (1965, auch als L’ultimo papa)
- Preludio all’ultima esplosione (1965)
- I Galassocrati (1965)
- Evviva la torre di Pisa (1965)
- Nuove menzogne occidentali (1965)
- Elogio della pazzia (1966)
- Giornata di vento (1966)
- Rapporto al Presidente (1968)
- Rivelazioni sul Tropical Project (1970)
- Fine dell’età d’oro (1971)
- Autogrill (1971)
- Il Presidente in Cina (1976)
- Notte di Capodanno (1976)
- Forse giù dall’orbita (1977)
- Il pianeta dei pesci rossi (1977)
- Crudeltà (1977)
- Sparteek (1977)
- Servomeccanismi (1977)
- Sistema di sicurezza (1977)
- Variazione sul tema: pagamento anticipato (1978)
- Risolvere la situazione (1978)
- Crepi il lupo (1978)
- Epicedio (1978)
- Il mito della caverna (1978)
- Scalo: Mescarol (1978, mit Luigi Naviglio)
- E Laura, quella cretina (1980)
- Arca del sapere (1980)
- La Gemma di Daran (1981)
- Un’altra vita (1986)
- Non si torna indietro (1987)
- Un vecchio diario (1987)
- Incubo diesel (1989)
- La città che non c’era (1989)
- 1984+22 (1989)
- A.S., architetto (1989)
- Monitor (1991)
- Indietro (1991)
- Quel giorno ad Arles (1991)
- Il bibliotecario di Babele (1992)
- Ultime volontà (1992)
- Il villaggio senza tempo (1993)
- Una domenica diversa (1993)
- Rosso di sera (1994)
- C’era una volta una città (1995)
- Il Palio dell’Assunta (1996)
- Complimenti, Dottor Göbbels (1996)
- Finale di Coppa (1997)
- Cammino tra voi (1998)
- Mr. Hyde & Mr. Hyde (1999)
- Italia mondiale (2000)
- Una domenica diversa (2002)